# Архиепархия Нитероя
Архиепархия Нитероя (лат. Archidioecesis Nictheroyensis) — архиепархия Римско-католической церкви c центром в городе Нитерой, Бразилия. В митрополию Нитероя входят епархии Кампуса, Нова-Фрибургу и Петрополиса. Кафедральным собором архиепархии Нитероя является собор святого Иоанна Крестителя.

## История
27 апреля 1892 года Римский папа Лев XIII издал буллу Ad universas orbis Ecclesias, которой учредил епархию Нитероя, выделив её из епархии Рио-де-Жанейро. В этот же день епархия Нитероя вошла в митрополию Рио-де-Жанейро.
В 1894 года кафедра епископа была переведена в город Нова-Фрибургу.
6 июня 1895 года кафедра епископа была переведена в город Кампус-дус-Гойтаказис, где был построен новый кафедральный собор святого Франциска Ассизского.
15 ноября 1895 года епархия Нитероя передала часть своей территории для возведения новой епархии Эспириту-Санту (сегодня — Архиепархия Витории).
В следующие годы епархия Нитероя передала часть своей территории для возведения новых церковных структур:
- 4 декабря 1922 года — епархиям Барра-ду-Пирая (сегодня — Епархия Барра-ду-Пираи-Волта-Редонды) и Кампуса;
- 13 апреля 1946 года — епархии Петрополиса;
- 26 марта 1960 года — епархии Нова-Игуасу.

26 марта 1960 года Римский папа Иоанн XXIII издал буллу Quandoquidem verbis, которой возвёл епархию Нитероя в ранг архиепархии.

## Ординарии архиепархии
- епископ Francisco do Rego Maia (12.09.1893 — 6.06.1901) — назначен епископом Белен-до-Пара (сегодня — Архиепархия Белен-до-Пара);
- João Francisco Braga (9.04.1902 — 27.10.1907) — назначен епископом Куритибы (сегодня — Архиепархия Куритибы);
- епископ Agostinho Francisco Benassi (20.03.1908 — † 26.01.1927);
- епископ José Pereira Alves (27.01.1928 — † 21.12.1947);
- епископ João da Matha de Andrade e Amaral (20.03.1948 — † 7.11.1954);
- епископ Carlos Gouvêa Coelho (14.12.1954 — 23.04.1960) — назначен архиепископом Олинды-и-Ресифи;
- архиепископ Antônio de Almeida Moraes Junior (23.04.1960 — 19.04.1979);
- архиепископ José Gonçalves da Costa (19.04.1979 — 9.05.1990);
- архиепископ Carlos Alberto Etchandy Gimeno Navarro (9.05.1990 — † 2.02.2003);
- архиепископ Alano Maria Pena (24.09.2003 — 30.11.2011);
- архиепископ José Francisco Rezende Dias (с 30.11.2011).

## Источник
- Annuario Pontificio, Ватикан, 2007
- Булла Ad universas orbis, Sanctissimi Domini nostri Leonis papae XIII allocutiones, epistolae, constitutiones aliaque acta praecipua, Vol. V (1891—1894), Bruges 1897, стр. 56-65
- Булла Quandoquidem verbis, AAS 52 (1960), стр. 876 Архивная копия от 9 апреля 2016 на Wayback Machine  (лат.)